# Adelencyrtoides
Adelencyrtoides är ett släkte av steklar. Adelencyrtoides ingår i familjen sköldlussteklar.
Kladogram enligt Catalogue of Life:
| Adelencyrtoides | \| \| Adelencyrtoides acutus \| \| \| \| \| \| Adelencyrtoides blastothrichus \| \| \| \| \| \| Adelencyrtoides inconstans \| \| \| \| \| \| Adelencyrtoides mucro \| \| \| \| \| \| Adelencyrtoides novaezealandiae \| \| \| \| \| \| Adelencyrtoides otago \| \| \| \| \| \| Adelencyrtoides palustris \| \| \| \| \| \| Adelencyrtoides pilosus \| \| \| \| \| \| Adelencyrtoides proximus \| \| \| \| \| \| Adelencyrtoides similis \| \| \| \| \| \| Adelencyrtoides suavis \| \| \| \| \| \| Adelencyrtoides tridens \| \| \| \| \| \| Adelencyrtoides unicolor \| \| \| \| \| \| Adelencyrtoides variabilis \| \| \| \| |
|                 | \| \| Adelencyrtoides acutus \| \| \| \| \| \| Adelencyrtoides blastothrichus \| \| \| \| \| \| Adelencyrtoides inconstans \| \| \| \| \| \| Adelencyrtoides mucro \| \| \| \| \| \| Adelencyrtoides novaezealandiae \| \| \| \| \| \| Adelencyrtoides otago \| \| \| \| \| \| Adelencyrtoides palustris \| \| \| \| \| \| Adelencyrtoides pilosus \| \| \| \| \| \| Adelencyrtoides proximus \| \| \| \| \| \| Adelencyrtoides similis \| \| \| \| \| \| Adelencyrtoides suavis \| \| \| \| \| \| Adelencyrtoides tridens \| \| \| \| \| \| Adelencyrtoides unicolor \| \| \| \| \| \| Adelencyrtoides variabilis \| \| \| \| |
|                 | Adelencyrtoides acutus |
|                 | |
|                 | Adelencyrtoides blastothrichus |
|                 | |
|                 | Adelencyrtoides inconstans |
|                 | |
|                 | Adelencyrtoides mucro |
|                 | |
|                 | Adelencyrtoides novaezealandiae |
|                 | |
|                 | Adelencyrtoides otago |
|                 | |
|                 | Adelencyrtoides palustris |
|                 | |
|                 | Adelencyrtoides pilosus |
|                 | |
|                 | Adelencyrtoides proximus |
|                 | |
|                 | Adelencyrtoides similis |
|                 | |
|                 | Adelencyrtoides suavis |
|                 | |
|                 | Adelencyrtoides tridens |
|                 | |
|                 | Adelencyrtoides unicolor |
|                 | |
|                 | Adelencyrtoides variabilis |
|                 | |